# Тахтамыгда
Тахтамы́гда — село в Сковородинском районе Амурской области России. Административный центр сельского поселения Тахтамыгдинский сельсовет.

## География
Расположено к северо-западу от районного центра, города Сковородино, расстояние по автодороге Чита — Хабаровск — 37 км. Находится на левом берегу реки Малый Ольдой (приток реки Ольдой, бассейн Амура).

## История
Село и ж.д.станция основаны в 1912 г. при строительстве Западно-Амурского участка Транссибирской железнодорожной магистрали. Очень быстро станция развивалась в 1930-е годы, когда здесь организовалось отделение БАМЛага и был построен арматурный завод. Все это создавалось заключенными, которые обслуживали головной участок строительства БАМа (линия БАМ-Тында), а затем и строительство вторых путей Забайкальской ж.д. В 1957 году Тахтамыгда получила статус посёлка городского типа. С 2001 года — сельский населённый пункт. В селе имеется средняя школа, больница, дом быта, отделение связи, Дом культуры, гидрологический пост.
Топонимика: Название эвенкийского происхождения от сочетания двух слов: токто, тахто — «лесной мусор (листья, веточки, хвоя)» и мугдэ — «плывущий, текущий». Таким образом получается «лесной мусор, текущий по воде»; др. вариант тахтамыгда — горелый высокий берег.

## Население
| 1959  | 1970  | 1979  | 1989  | 2002  | 2010  |
| ----- | ----- | ----- | ----- | ----- | ----- |
| 4214  | ↘2445 | ↗3558 | ↘1559 | ↗1992 | ↘1676 |
| 2012  | 2013  | 2014  | 2015  | 2016  | 2017  |
| ↘1651 | ↘1614 | ↘1582 | ↘1567 | ↘1558 | ↘1518 |
| 2018  |       |       |       |       |       |
| ↘1498 |       |       |       |       |       |

## Инфраструктура
- Станция Тахтамыгда Забайкальской железной дороги.